# چشمان شب
چشمان شب (انگلیسی: Night Eyes) فیلمی به کارگردانی جاگ موندرا محصول سال ۱۹۹۰ آمریکاست. فیلم از آغازگران سبک تریلر اروتیک به‌شمار می‌رود که چند دنباله نیز بر آن ساخته شد. از بازیگران چشمان شب می‌توان به تانیا رابرتس و اندرو استیونز اشاره کرد.